# 星克
星 克（ほし かつ、1905年4月9日 - 1977年5月25日）は、戦前の沖縄県の教育者で、沖縄群島政府、琉球政府及び沖縄県の政治家。沖縄県石垣市出身。
戦前の教職時代に沖縄民謡「安里屋ユンタ」を基に「新安里屋ユンタ」を作詞したことでも知られる。

## 経歴
1905年（明治38年）4月9日生まれ。1922年（大正11年）に石垣島の白保尋常高等小学校代用教員となる。戦前は教育界に身を置いた。
沖縄戦後は大浜町に就職し、収入役・助役・町長の三役を務めた後、八重山群島議会議員に就任。そして琉球政府発足後の第2回立法院議員総選挙で初当選した。
琉球政府立法院では、当時の保守政党であった沖縄自由民主党の重鎮として活躍する。沖縄人民党を念頭に置いた「共産主義政党調査特別委員会」の設置を主導したため人民党からは批判を受けた。1968年（昭和43年）に立法院議長に就任し、沖縄本土復帰まで務めた。